# كارول الربضي
كارول نصري الربضي (14 ديسمبر 1977 -)، كابتن طائرة أردنية، ومن أوائل الطيارين الإناث في الملكية الأردنية.
قادت الربضي الرحلة رقم 132 والتي تحمل اسم ماعين لتحط بطائرة «الملكية الأردنية» بمساعدة فريق نسائي كامل مساء الأحد 18 أكتوبر 2009 على مدرج مطار الملكة علياء الدولي قادمة من العاصمة اليونانية أثينا. هبطت على المدرج 12 في المطار برحلة أقلت مئة راكب، وفور هبوط الرحلة حصلت الربضي على رتبة كابتن طيار ذات الأربع شارات، لتصبح الكابتن الطيار الوحيد في الملكية حاليا من النساء بعد أن سبقتها اثنتان عبر مسيرة الملكية منذ تأسيسها عام 1963.
في عام 2020؛ قادت الكابتن الربضي الرحلة رقم RJ6101 والتي أُرسلت إلى ووهان في الصين لإعادة الأردنيين العالقين بسبب تفشي فيروس كورونا.غادرت بطائرة دريملاينر من عمان إلى بانكوك ومنها إلى ووهان حيث أقلت 71 طالباً أردنياً وعربياً من بينهم سيدة تونسية مع طفليها، ثم عادت إلى عمان مباشرة.